# 文学部

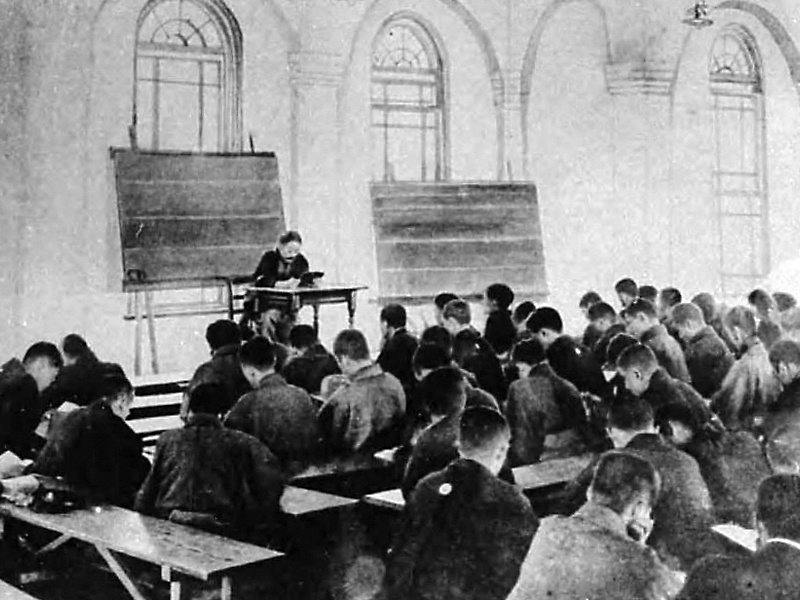
早稲田大学での坪内逍遥の講義

文学部（ぶんがくぶ）あるいは人文学部は、「人間の生み出した文化」もしくは「人間そのものとしての在り方」についての教育・研究を行う学部である。学位は主に学士（文学）など。

## 教育研究
文学部では「人間が作り出してきた文化について、地域や時代、領域を超えて研究対象を探索し、さまざまな方法を用いて研究」する。多様な人文科学領域を対象とし、現地調査やフィールドワークを行う分野もある。いずれの分野にせよ、共通して「人間とは何か」「この世界にはどのような意味があるのか」といったテーマに取り組んでいる。文学部の学生は、自分が学びたいことを自覚して入学する学生が多いとされる。
主な専攻分野
文学部には明治以来、「哲学・史学・文学」の三つの分野を柱にした学科が置かれてきた。哲学分野には教育学、心理学、社会学などの学科があり、史学には日本史、東洋史、西洋史、考古学など、文学には国文学（日本文学）、英米文学、ドイツ文学、フランス文学、中国文学などの学科がある。これら独立性の高い多くの学科が並存するというのが、文学部の一般的な姿である。
現在では、主に思想・歴史・言語文化・行動科学の4領域を扱い、下記のような分野を専攻できる。ただし、実際の教育及び研究領域は、大学により大きく異なる。
- 思想 - 哲学、倫理学、美学、芸術学、宗教学 など
- 歴史学 - 日本史、東洋史、西洋史、考古学、美術史学など
- 言語文化 - 日本文学、英文学、フランス文学、ドイツ文学、中国文学、言語学など
- 行動科学 - 心理学、社会学、教育学、文化人類学など
- その他 - 地理学、図書館情報学、新聞学など

近年の動向
2005年に上智大学が文学部から一部専攻を独立させ「総合人間科学部」を設立した例に見られるように、近年は行動科学系の分野は別個の学部として設置されることが多い。また宗教学も文学部内で研究・教育されることが多いが、単独の学部として設置されたり、学部として独立する例も多い。國學院大學は、創立120周年を際に、文学部神道学科を「神道文化学部」として改組拡充して開設した。
社会の変化に伴ってそれぞれの学問分野で扱う領域が拡大し、従来の学科の枠を超える研究が盛んに行われるようになり、創作を志したり、演劇や映像の分野を志向する者も増えている。それらの課題に対応する形で、以下の動きが活発になってきた。
- １学科多専修方式 - 学科を人文社会学科や総合人文学科など一つにまとめ、その中に文学、史学、教育学、心理学などの多様な専修や専攻を置く。入試は学科一括募集とし、１年次は専修を選ぶための導入教育を行い、２年次から専修に分かれるシステムを採る大学が多い。
- 少数学科多専修方式 - 既存学科を哲学・思想系、史学系、文学・語学系など系統ごとに大括りにして、従来の学科を再編成し、専修や専攻として置く。
- 副専攻方式 - ほかの学部でも急速に増えているシステムで、主専攻以外に、もう一つ専攻を決めて学ぶ。「ダブルメジャー」とも呼ばれる。一つは、自分の所属以外の学科の中から副専攻を選ぶパターン。もう一つ、学科間の学際的領域を副専攻用のコースとして設けるパターンがある。

## 進路・キャリア
文学部の学びを通じて、論理的な思考力や語学力、コミュニケーションスキル、人間と社会について深く理解する力などが養われる。「文学部は就職に不利」というイメージもあるが、就活において文学部が極端に不利になる状況はない。法政大学の場合、2011年度の文学部の就職率は他の文系学部と比べても遜色がなかった。
文学部で学ぶ専門知識を直接活かせる職業としては、教職・学芸員・図書館司書などがある。

## 通信制の文学部
通学生と比較して学費が安くなっている。Eラーニングとスクーリングを併用する教育制度を設けている。スマートフォンによるオンライン学習に特徴がある。
- 慶應義塾大学文学部（慶應義塾大学通信教育課程）
- 法政大学文学部（法政大学通信教育部）
- 聖徳大学文学部
- 佛教大学文学部

## 文学部を持つ日本の大学

### 国立
- 大阪大学
- 岡山大学
- 九州大学
- 京都大学
- 熊本大学
- 神戸大学
- 千葉大学
- 東京大学
- 東北大学
- 名古屋大学
- 奈良女子大学
- 広島大学
- 北海道大学

なお、筑波大学では人文・文化学群、金沢大学では人間社会学域の人文学類が文学部に相当する。

### 公立
- 大阪公立大学
- 北九州市立大学
- 京都府立大学
- 熊本県立大学
- 群馬県立女子大学
- 都留文科大学

### 私立
- 愛知大学
- 愛知学院大学
- 愛知淑徳大学
- 青山学院大学
- 跡見学園女子大学
- 桜美林大学
- 茨城キリスト教大学
- 大谷大学
- 大阪大谷大学
- 大妻女子大学
- 学習院大学
- 活水女子大学
- 金沢学院大学
- 川村学園女子大学
- 関西大学
- 関西学院大学
- 関東学院大学
- 京都女子大学
- 京都橘大学
- 近畿大学
- 金城学院大学
- 久留米大学
- 慶應義塾大学
- 皇學館大学
- 甲南大学
- 甲南女子大学
- 神戸松蔭大学
- 神戸女学院大学
- 神戸女子大学
- 神戸親和女子大学
- 高野山大学
- 國學院大學
- 国士舘大学
- 駒澤大学
- 四国大学
- 四国学院大学
- 四天王寺大学
- 実践女子大学
- 上智大学
- 白百合女子大学
- 成蹊大学
- 聖心女子大学
- 清泉女子大学
- 聖徳大学
- 聖トマス大学
- 西南学院大学
- 専修大学
- 創価大学
- 大正大学
- 大東文化大学
- 玉川大学
- 筑紫女学園大学
- 中央大学
- 中京大学
- 鶴見大学
- 帝京大学
- 帝塚山学院大学
- 東海大学
- 東京家政大学
- 東北学院大学
- 同志社大学
- 同朋大学
- 東洋大学
- 徳島文理大学
- 名古屋女子大学
- 奈良大学
- 二松學舍大学
- 日本女子大学
- ノートルダム清心女子大学
- 梅光学院大学
- 花園大学
- 弘前学院大学
- 広島女学院大学
- フェリス女学院大学
- 藤女子大学
- 佛教大学
- 文教大学
- 別府大学
- 法政大学
- 北星学園大学
- 武庫川女子大学
- 武蔵野大学
- 明治大学
- 明治学院大学
- 桃山学院大学
- 盛岡大学
- 安田女子大学
- 立教大学
- 立正大学
- 立命館大学
- 龍谷大学
- 早稲田大学

## 人文学部を持つ日本の大学
- 人文学部を持つ日本の大学を参照。

## 文化学系学部を持つ日本の大学

### 公立
- 愛知県立大学（日本文化学部）
- 尾道市立大学（芸術文化学部）
- 高知県立大学（文化学部）

### 私立
- 札幌大学（文化学部）（2013年に学生募集停止）
- 駿河台大学（現代文化学部）
- 明星大学（日本文化学部）（2005年に学生募集停止）
- 早稲田大学（文化構想学部）
- 同志社大学（文化情報学部）
- 京都産業大学（文化学部）
- 比治山大学（現代文化学部）

## 近接する学部
- 神学部
- 仏教学部
- 学芸学部
- 文芸学部
- 教育学部 - 文教育学部
- 外国語学部
- 法文学部
- 人文学部
- 教養学部 - 文理学部
- 心理学部
- 人間科学部
- 人間文化学部
- 国際文化学部

## 文理学部
文理学部とは、文と理の融合を特色とした学部を指す。国立大学では1949年5月31日に国立大学設置法に基づき設置された新制大学69校中、弘前、山形、茨城、埼玉、富山、信州、静岡、神戸、愛媛、高知、島根、山口、佐賀、鹿児島（以上、発足時）、千葉（1950年4月に学芸学部が教育学部と文理学部分離により設置）の計15大学に設置された。千葉大を除き、戦前期、所在県に旧制高等学校が設置されていた大学であり、職業教育よりも一般教育を主とするリベラルアーツカレッジを目指す米国民間情報教育局（CIE）の意向により設置された。しかし理念的な教育目的の齟齬（教員養成の色が濃く教育学部と重複する、同時に受け持つ一般教育の負担過重）、異なる専門領域の混在の問題から1960年代より理学部、教養部などを分離する改組が進められ1978年の山口大学、島根大学の改組を持って全廃された。公立大学では横浜市立大学に1952年から1995年まで設置されていた。また、私立大学では東京女子大学に1961年から2016年まで設置されていた。現在は日本大学にのみ設置されている。なお、福岡女子大学には国際文理学部が設置されている。

### 文理学部を持つ日本の大学

#### 私立
- 日本大学

## 法文学部
法文学部とは法律学・政治学・経済学などの社会科学、文学・歴史学・哲学・言語学・社会学・心理学・地理学・考古学等の人文科学の学問領域を含む文系総合学部である。
大正8（1919）年第41回帝国議会で東北帝国大学に法学部を設置する議案が通過したが、その後の貴族院での付帯決議で「法律に偏せず広く人文系の学科を取り入れ、調和のとれた円満な知識人の養成を希望する」とされたことを受けての原内閣での法文学部設置となった。九州帝国大学、京城帝国大学へも設置されていた。
戦後、旧制大学の法文学部をモデルに旧制高等学校を母体として新制大学に設置が進んだ（文理学部の解体）。国立大学としては鹿児島大学、愛媛大学、島根大学の3校が現存する。